# Maurice Pelé
Pour les articles homonymes, voir Pelé.
Maurice Pelé, né le 8 décembre 1928 à Saint-Julien-de-Vouvantes (Loire-Inférieure), et mort le 20 février 2021 à Orvault (Loire-Atlantique), est un coureur cycliste français, actif dans les années 1950 et 1960.

## Biographie
Dans sa carrière, Maurice Pelé a été licencié au Vélo Sport Mésanger et à la Pédale Nantaise. En 1953, il remporte le Grand Prix de l'Équipe et du CV 19e (ancienne version de Paris-Tours espoirs). Il est ensuite coureur professionnel de 1954 à 1962. Vainqueur notamment de Bordeaux-Saintes, il met un terme à sa carrière en 1964. 
Son fils Maurice Pelé junior a également été coureur cycliste chez les amateurs

## Palmarès
- 1951
  - Champion d'Anjou des sociétés[n 1]
- 1952
  - Champion d'Anjou
  - Champion d'Anjou des sociétés
  - 1re étape du Circuit du Bocage vendéen
  - 2e de Nantes-Les Sables-d'Olonne
- 1953
  - 1re étape du Circuit de la Sarthe
  - Grand Prix de l'Équipe et du CV 19e
  - 2e du Tour de l'Orne
- 1954
  - 1re étape du Tour de Champagne
  - Nantes-Angers-Nantes
- 1955
  - Circuit du Finistère
  - Circuit du Cher
  - 2e du Circuit de la vallée de la Loire
- 1956
  - 1re étape du Circuit des Ardennes
  - 2e de Paris-Bourges
- 1957
  - 3e de Bordeaux-Saintes
- 1958
  - Bordeaux-Saintes
  - 2e étape du Circuit des Ardennes
- 1963
  - Rennes-Basse-Indre
  - 2e du Circuit des Deux Provinces